# Museo Etnológico de Pego
El Museo Etnológico de Pego (Provincia de Alicante, España) se crea a partir de la propuesta que realiza en mayo de 1991 Josep A. Gisbert, director de la Escuela-Taller Castillo de Denia, al Ayuntamiento de Pego. 
El denominado Módulo Marina Alta de la Escuela-Taller tiene entre sus objetivos, colaborar en la ampliación de la infraestructura cultural de la comarca así como la búsqueda y control del patrimonio etnológico. La sociedad pegolina estaba sensibilizada por varios acontecimientos. En 1989 el biólogo Andreu Sendra realiza una gran exposición sobre el marjal mostrando su riqueza tanto en fauna como en flora y el cultivo tradicional del arroz y la molineria con sus útiles tradicionales. El gran éxito de la muestra motiva al pueblo sobre este patrimonio que conviene desempolvar.
En 1990 se publica el libro de Fernando Sendra Bañuls El conreu de l´arròs a Pego , en él se analiza el ciclo del cultivo del arroz recopilando importante documentación gráfica así como el vocabulario específico en muchos casos olvidado. La presentación de este libro se convierte en un acontecimiento social.
En medio de este ambiente al que hay que añadir la reciente conclusión de las obras en el inmueble de lo que será la Casa de la Cultura, se firma el convenio con la Escuela-Taller Castell de Denia que dará forma y contenido a lo que es hoy en Museu Etnológic de Pego 